# Renault Premium
Pour les articles homonymes, voir Premium.
Premium est le nom d'un modèle de camion de la marque Renault V.I. devenue Renault Trucks qui se décline en trois véhicules différents :
- Premium Route de la gamme Longue Distance, partageant le marché avec le Magnum ;
- Premium Distribution de la gamme Distribution ;
- Premium Lander de la gamme Construction.

Depuis le début de sa commercialisation, il a connu plusieurs modifications tant sur le plan esthétique que sur le plan de la motorisation.
Cette gamme a été inaugurée en 1992 avec deux hauteurs de cabine, une pour les livraisons en local et l'autre pour la longue distance.

## Premium Route
Au lancement, il est équipé de moteurs diesel 6 cylindres en ligne à injection directe de 9,8 et 11,1 litres de cylindrée.
Le modèle 400, qui remplace le 385 après moins de deux ans, possède un moteur diesel 6 cylindres type MIDR 06.23.56 à injection directe de 11,1 litres et de 392 ch avec un turbocompresseur à air refroidi, une transmission manuelle type B18 à 2x9 rapports et une suspension arrière pneumatique. Il y a deux choix d'aménagement de cabine pour conduite à deux ou à un conducteur. L'ABS et l'ASR sont en option. Il existe en configuration de porteur de 19 tonnes de poids total autorisé en charge (PTAC) et en tracteur semi-remorque de 40/44 tonnes de poids total roulant autorisé (PTRA).
Pour la norme Euro 3, les moteurs turbo-diesel adoptent l'injection haute pression par rampe commune.
Le 420 dCi succède au 400 avec un moteur 6 cylindres de 11,12 litres et de 412 ch, une transmission à 16 rapports (2x4 en option), en porteur de 19 tonnes de PTAC et un tracteur de 40/44 tonnes de PTRA.
Pour la norme Euro 4, les moteurs, qui sont d'origine Volvo, bénéficient d'une réduction catalytique sélective (SCR) par injection d'AdBlue (urée). La gamme se compose des modèles 370 DXi, 410 DXi et 450 DXi.
Pour la norme Euro 5, le tracteur 4x2 Premium Route Optifuel de 460 ch est livré avec une boîte robotisée Optidriver +, une formation à la conduite rationnelle et un logiciel Infomax pour recueillir et analyser les consommations.
En 2014, la gamme Premium Route est remplacée par la gamme T.

## Premium Distribution
Ce sont des porteurs de 16 à 32 tonnes de PTAC et des tracteurs routiers avec semi-remorques de 40/44 tonnes de PTRA ; ils remplacent la gamme G.
Pour la norme Euro 3, les moteurs turbo-diesel adoptent l'injection haute pression par rampe commune.
Pour la norme Euro 4, ils bénéficient de la SCR par injection d'AdBlue. La gamme se compose des modèles 280 DXi, 320 DXi, 370 DXi, 410 DXi et 450 DXi. La plus forte puissance est indiquée pour le porte-voitures.
En septembre 2007, Renault-Trucks présentait le concept truck Hybris (camion hybride) basé sur le Premium Distribution.
Fin 2010, un camion hybride diesel-électrique de 340 ch est produit en série.
En 2014, les modèles de 270 à 460 ch de norme Euro 5 sont remplacés par la gamme D.

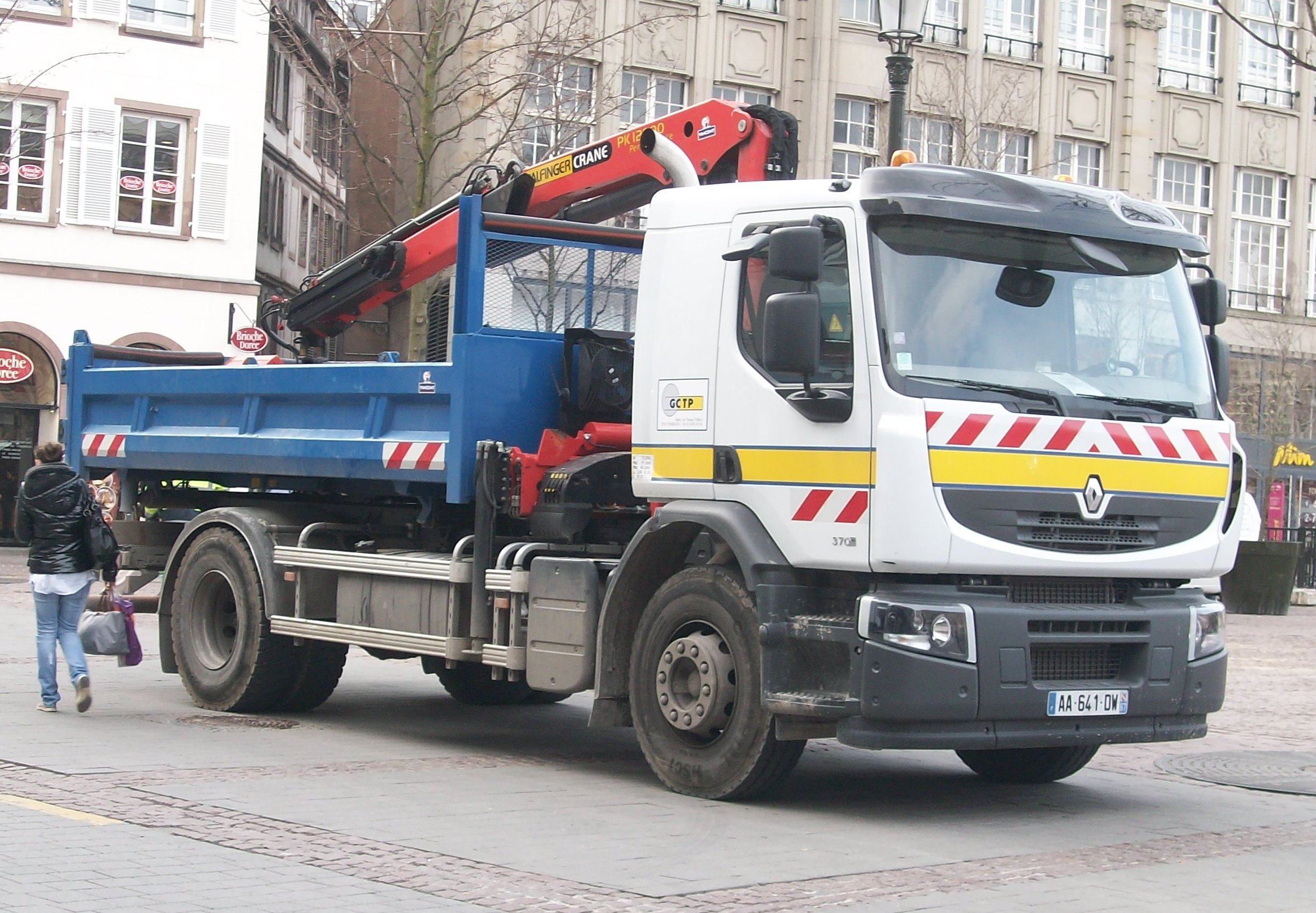
Camion benne Renault Premium Distribution.

## Premium Lander
Il s'agit de la version « tous chemins » du Premium. En 2014, le Premium Lander est remplacé par la gamme C.

## Premium de course
En 2010, le Premium a remporté le Championnat d'Europe constructeur sur circuit.
- Caractéristiques techniques :
  - moteur diesel de Magnum installé en position centrale ;
  - puissance : 1 110 ch à 2 200 tr/min ;
  - cylindrée : 13 L ;
  - couple : 5 100 N m à 1 400 tr/min ;
  - régime maximum : 2 400 tr/min ;
  - vitesse : 160 km/h (vitesse maximale autorisée en course) ;
  - de 60 à 160 km/h en moins de 7 s.